# Pietro di Aragona (1275)

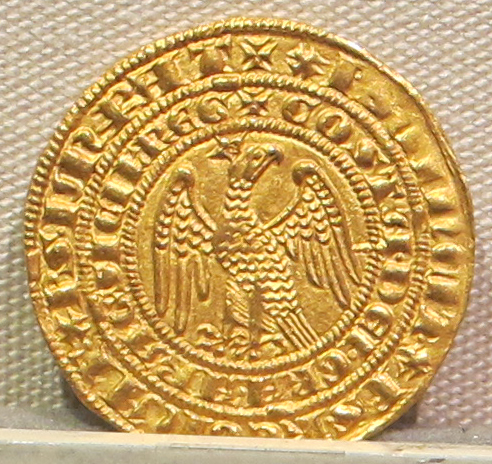
Moneta aurea di Pietro d'Aragona e Costanza di Sicilia

Pietro Perez, Pero in aragonese, Petri in basco, Pedro in spagnolo, in portoghese e in galiziano, Pere, in catalano, Pedru in asturiano, Pèire in occitano e Pierre in francese (1275 – Tordehumos, 30 agosto 1296), fu un principe del Regno di Aragona, Viceré di Catalogna dal 1285 al 1296.

## Origine[1][2][3]
Figlio ultimogenito (il quarto figlio maschio) del re d'Aragona, di Valencia e conte di Barcellona e altre contee catalane, Pietro III il Grande e di Costanza di Sicilia, figlia del re di Sicilia Manfredi (figlio illegittimo dell'imperatore Federico II di Svevia) e di Beatrice di Savoia (1223 – 1259).Quattro dei suoi cinque fratelli (Alfonso, Giacomo, Isabella e Federico) divennero regnanti.

## Biografia
Il cronista, Bartolommeo di Neocastro, nella sua historia Sicula, nomina Pietro assieme ai cinque fratelli (Alfonsus, Elisabeth regina Portugalli…Rex Iacobus, Dominus Fridericus, domina Violanta et dominus Petrus) come figlio di Pietro III (Petro regi Aragonum) e della moglie.
Anche il cronista Raimondo Muntaner lo nomina assieme ai suoi fratelli maschi, Alfonso, Giacomo e Federico (Alfonse, Jacques, Frédéric), come figlio di Pietro III (le seigneur infant Pierre) e della moglie, Costanza (la fille de Mainfroi roi de Sicile…Constance).
Alla morte del padre, nel 1285, a suo fratello Alfonso, il primogenito, andò il Regno di Aragona, suo fratello Giacomo, secondogenito, divenne re di Sicilia, mentre Pietro che era l'ultimogenito figlio del re di Sicilia e Aragona Pietro III di Aragona e di Costanza di Hohenstaufen non riuscì a ereditare alcun regno ma ricoprì per volere di suo fratello Alfonso la carica di Viceré di Catalogna dal 1285 al 1296, anno della sua morte.
Il titolo gli venne mantenuto anche dal fratello Giacomo II, che nel 1291, era succeduto ad Alfonso III.
Il 28 agosto 1291, Pietro (l´infant Pierre) sposò Guglielmina di Moncada (ca. 1255-1309), figlia di Gastone di Moncada, il Visconte di Béarn, Gastone VII (madame Guillelmine de Muncada, fille de Gaston de Béarn), come è descritto dal cronista Raimondo Muntaner. Guglielmina era stata fidanzata, prima con Alfonso Manuele (1261-1275), figlio di Manuele di Castiglia (1234-1283), signore d'Escalona, Peñafiel e Villena e poi col cugino primo di Alfonso, Sancho, erede al trono di Castiglia.
Pietro prese parte alla guerra civile che in Castiglia opponeva il re Sancho IV di Castiglia al nipote, Alfonso de la Cerda, riconosciuto re di Castiglia dagli aragonesi. Dopo la morte di Sancho IV, nel 1295, siccome il suo successore, Ferdinando, era minorenne, la guerra riprese vigore e durante l'assedio della cittadina di Mayorga, in León, da parte delle truppe del de la Cerda, appoggiate dagli aragonese, Pietro, secondo il cronista Raimondo Muntaner, perse la vita, pare a causa della peste, assieme a Raimondo d´Anglesola, nella cittadina di Tordehumos.Entrambe le salme vennero riportate in Aragona e furono tumulate in due tombe, una accanto all'altra.

## Discendenza
Di Pietro non si conosce alcuna discendenza.

## Ascendenza
|                      |                       |                        | Genitori                      |  |  | Nonni |  |  | Bisnonni             |  |  | Trisnonni            |  |
|                      |                       |                        |                               |  |  |       |  |  | Pietro II di Aragona |  |  | Alfonso II d'Aragona |  |
|                      |                       |                        |                               |  |  |       |  |  | Pietro II di Aragona |  |  | Alfonso II d'Aragona |  |
|                      |                       | Sancha di Castiglia    |                               |  |  |       |  |  | Pietro II di Aragona |  |  |                      |  |
| Giacomo I d'Aragona  |                       |                        |                               |  |  |       |  |  | Pietro II di Aragona |  |  |                      |  |
|                      |                       | Maria di Montpellier   | Guglielmo VIII di Montpellier |  |  |       |  |  |                      |  |  |                      |  |
|                      |                       | Maria di Montpellier   | Guglielmo VIII di Montpellier |  |  |       |  |  |                      |  |  |                      |  |
|                      |                       | Maria di Montpellier   | Eudocia Comnena               |  |  |       |  |  |                      |  |  |                      |  |
| Pietro III d'Aragona |                       | Maria di Montpellier   |                               |  |  |       |  |  |                      |  |  |                      |  |
|                      |                       | Andrea II d'Ungheria   | Béla III d'Ungheria           |  |  |       |  |  |                      |  |  |                      |  |
|                      |                       | Andrea II d'Ungheria   | Béla III d'Ungheria           |  |  |       |  |  |                      |  |  |                      |  |
|                      |                       | Andrea II d'Ungheria   | Agnese d'Antiochia            |  |  |       |  |  |                      |  |  |                      |  |
| Iolanda d'Ungheria   |                       | Andrea II d'Ungheria   |                               |  |  |       |  |  |                      |  |  |                      |  |
|                      |                       | Iolanda di Courtenay   | Pietro II di Courtenay        |  |  |       |  |  |                      |  |  |                      |  |
|                      |                       | Iolanda di Courtenay   | Pietro II di Courtenay        |  |  |       |  |  |                      |  |  |                      |  |
|                      |                       | Iolanda di Courtenay   | Iolanda di Fiandra            |  |  |       |  |  |                      |  |  |                      |  |
| Pietro d'Aragona     |                       | Iolanda di Courtenay   |                               |  |  |       |  |  |                      |  |  |                      |  |
|                      | Federico II di Svevia | Enrico VI di Svevia    |                               |  |  |       |  |  |                      |  |  |                      |  |
|                      | Federico II di Svevia | Enrico VI di Svevia    |                               |  |  |       |  |  |                      |  |  |                      |  |
|                      | Federico II di Svevia | Costanza d'Altavilla   |                               |  |  |       |  |  |                      |  |  |                      |  |
| Manfredi di Sicilia  | Federico II di Svevia |                        |                               |  |  |       |  |  |                      |  |  |                      |  |
|                      |                       | Bianca Lancia          | Bonifacio I d'Agliano         |  |  |       |  |  |                      |  |  |                      |  |
|                      |                       | Bianca Lancia          | Bonifacio I d'Agliano         |  |  |       |  |  |                      |  |  |                      |  |
|                      |                       | Bianca Lancia          | Bianca Lancia                 |  |  |       |  |  |                      |  |  |                      |  |
| Costanza di Sicilia  |                       | Bianca Lancia          |                               |  |  |       |  |  |                      |  |  |                      |  |
|                      |                       | Amedeo IV di Savoia    | Tommaso I di Savoia           |  |  |       |  |  |                      |  |  |                      |  |
|                      |                       | Amedeo IV di Savoia    | Tommaso I di Savoia           |  |  |       |  |  |                      |  |  |                      |  |
|                      |                       | Amedeo IV di Savoia    | Margherita di Ginevra         |  |  |       |  |  |                      |  |  |                      |  |
| Beatrice di Savoia   |                       | Amedeo IV di Savoia    |                               |  |  |       |  |  |                      |  |  |                      |  |
|                      |                       | Margherita di Borgogna | Ugo III di Borgogna           |  |  |       |  |  |                      |  |  |                      |  |
|                      |                       | Margherita di Borgogna | Ugo III di Borgogna           |  |  |       |  |  |                      |  |  |                      |  |
|                      |                       | Margherita di Borgogna | Beatrice di Albon             |  |  |       |  |  |                      |  |  |                      |  |
|                      |                       | Margherita di Borgogna |                               |  |  |       |  |  |                      |  |  |                      |  |